# 애건턱
애건턱(A latogato, Agantuk)은 인도에서 제작된 사티야지트 레이 감독의 1991년 드라마, 코미디 영화이다. 디판카르 데이 등이 주연으로 출연하였다.

## 출연

### 주연
- 디판카르 데이
- 마마타 샨카르
- 엇팰 더트
- 드리티먼 카터지

## 제작진
- 프로듀서: 제라르 드빠르디유
- 프로듀서: 사티야지트 레이
- 프로듀서: 다니엘 토스칸 두 플란티어